# Carl Berglöw
Carl Gustaf Berglöw född 21 mars 1899 i Hedvig Eleonora församling i Stockholm, död 29 januari 1979 i Oscars församling i Stockholm, var en svensk tecknare.
Han var son till instrumentmakaren CG Berglöw och hans maka född Kristianson. Berglöw studerade först vid Tekniska skolan och därefter vid Althins målarskola 1918-1919. Separat ställde han ut på Gummesons konsthall 1929 och med en serie filmkarikatyrer i biografen Röda Kvarns foyer 1938, han medverkade i Humoristsalongen på Stockholmsutställningen 1930. Han specialiserade sig på karikatyr och skämtteckningar. 